# Groß Wittensee
Groß Wittensee (in danese Store Vittensø) è un comune di 1 322 abitanti dello Schleswig-Holstein, in Germania.
Appartiene al circondario (Kreis) di Rendsburg-Eckernförde (targa RD) ed è parte della comunità amministrativa (Amt) di Hüttener Berge.